# Mireia Verdú
Mireia Verdú es una modelo española.

## Biografía
Nació en Barcelona el 29 de septiembre de 1983. Con tan sólo 13 años empezó a trabajar en el mundo de la moda, no obstante, combinó siempre sus estudios con sus trabajos, ya que esa condición siempre fue impuesta por sus padres y es que su madre es quien la acompaña siempre a todos los casting, pasarelas, viajes y sesiones de fotos.
A los 21 años se licenció en Ciencias Empresariales en la Universidad Ramon Llull de Barcelona, a esa edad ganó el concurso Miss Princess of the World y tras ser elegida Miss Lérida se presentó al concurso Miss España 2005, en la que quedó primera dama de Honor.
Después de este galardón representó a España en Miss Mundo 2006 y quedó entre las 15 finalistas entre 115 candidatas de todo el planeta.
Con Mireia, sólo son 12 las modelos españolas que han llegado a la final de Miss Mundo, entre ellas también fueron Bárbara Rey, Tita Cervera y Lorena Bernal.
Sobre la pasarela la hemos visto en Barcelona (Sala Gaudí, Pasarela L'Oreal...) Madrid, París, Milán o China desfilando para diseñadores Josep Font
Su presencia es habitual en las revista de moda y de sociedad y asidua invitada en programas de televisión. Entre sus apariciones cuanta como programas como Corazón de verano, 
Añadió también en su amplio currículo profesional la tarea de escritora. Publicó en 2007, "Cómo ser miss y no morir en el intento".